# Voivodato di Mińsk
Il voivodato di Mińsk (in polacco Województwo mińskie) fu un'unità di divisione amministrativa e governo locale del Granducato di Lituania (Confederazione Polacco-Lituana) dal XV secolo fino alla Seconda spartizione della Polonia del 1793.
Sede del governatorato del voivodato (Wojewoda):
- Mińsk Litewski

## Voivodi
- Balcer Strawiński (1631-1633)
- Aleksander Suszka (1633-1638)
- Mikołaj Krzysztof Sapieha (1638-?)